# Грачи (Тарасовский район)
Грачи́ — хутор в Тарасовском районе Ростовской области.
Входит в состав Курно-Липовского сельского поселения.

## Население
| 2010 |
| ---- |
| 123  |

## Улицы
- ул. Красноармейская,
- ул. Садовая,
- ул. Степная.